# Cangas de Onís
Cangas de Onís (ast. Cangues d'Onís) – miasto w północnej Hiszpanii, w Asturii. Liczy około 6,5 tys. mieszkańców (2005).
W mieście tym mieszkał na początku VIII wieku Pelagiusz, założyciel Królestwa Asturii. Stanowiło ono stolicę królestwa aż do panowania Silo, który przeniósł ją do Pravii.

## Zabytki

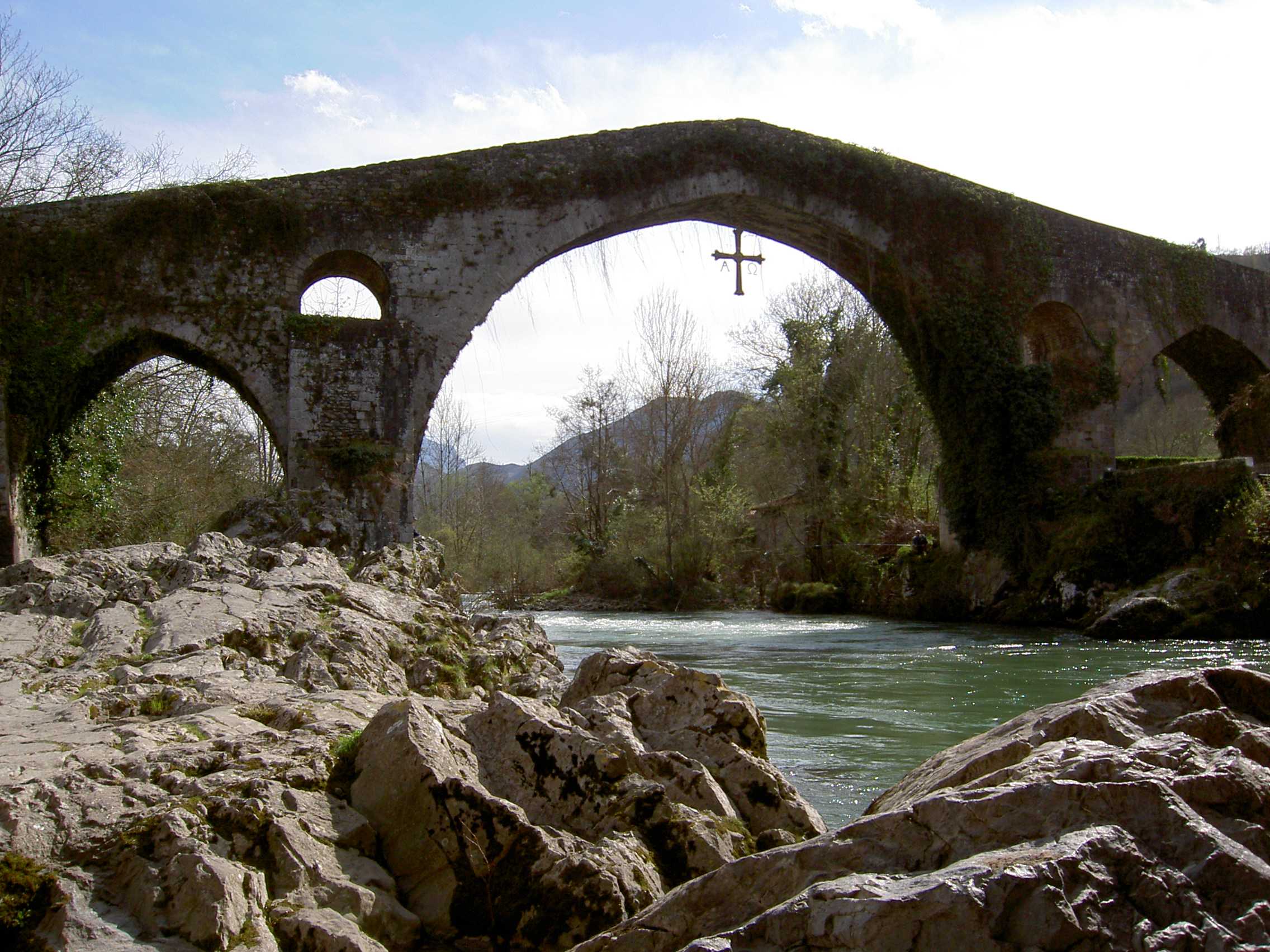
"Rzymski Most"

- most romański, prawdopodobnie z końca XIII wieku;
- kaplica Santa Cruz z VIII wieku;
- jaskinia Cueva del Buxu położono ok. 3 km na wschód od centrum miasta. Wewnątrz naskalne rysunki i odciski sprzed 10 000 lat.